# Vidargatan

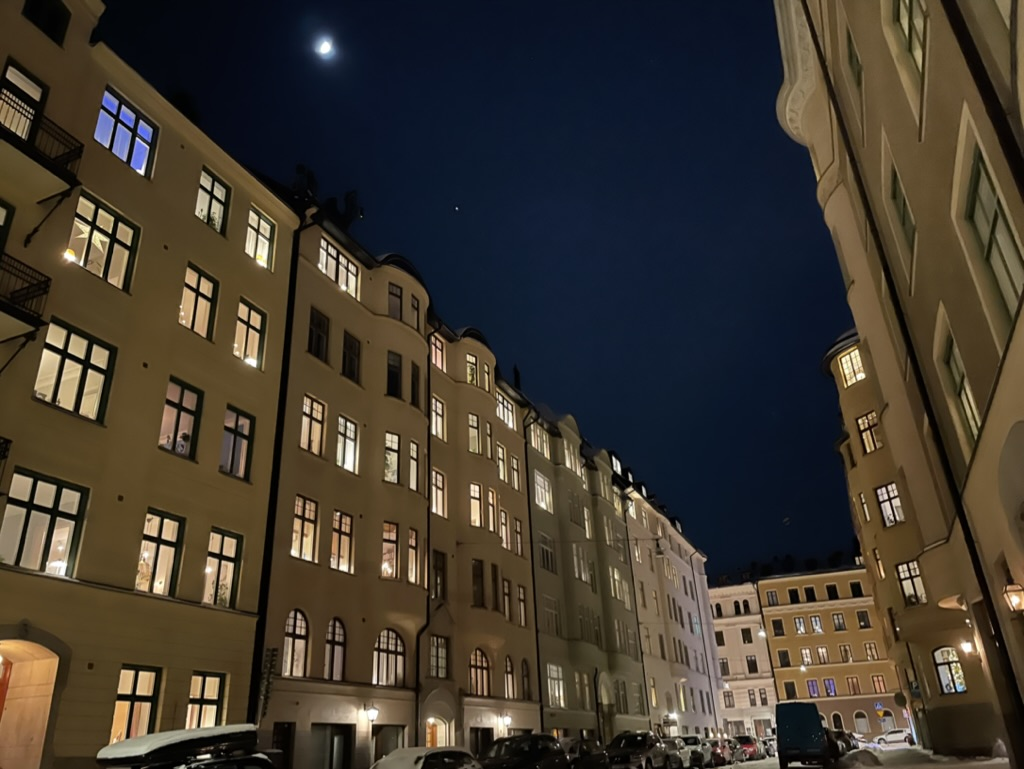
Vidargatan, januari 2024.

Vidargatan är en 135 meter lång gata vid Odenplan i stadsdelen Vasastan i Stockholm. Den sträcker sig mellan Norrtullsgatan och Upplandsgatan. Vidargatan, tillsammans med Heimdalsgatan, var en av de första gatorna som avvek från den så kallade Lindhagenplanen från 1870-talet. Denna stadsplan föreskrev långa, raka gator och djupa kvarter i ett rutnät. Kritiken mot det enformiga rutnätet ledde 1905 till en omarbetning av stadsplanen och tillkomsten av Vidargatan och Heimdalsgatan, genom uppdelningen av kvarteret Kejsarkronan.
Vidargatan är kantad av sekelskiftesbebyggelse och var 2024 rankad som Sveriges tredje dyraste gata.